# Pseudeutropius brachypopterus
Pseudeutropius brachypopterus är en fiskart som först beskrevs av Bleeker, 1858.  Pseudeutropius brachypopterus ingår i släktet Pseudeutropius och familjen Schilbeidae. Inga underarter finns listade i Catalogue of Life.